# 雅庫廷加 (米納斯吉拉斯州)
雅库廷加（葡萄牙語：Jacutinga）是巴西米纳斯吉拉斯州的一个市镇。总面积347.273平方公里，总人口20389人，人口密度58.7人/平方公里。